# SSC 노스아메리카
SSC 노스아메리카(영어: SSC North America)는 미국의 하이퍼카 제조 회사로 본사는 워싱턴주 리치랜드에 위치해 있다.

## 역사
1998년에 제로드 셸비가 셸비 슈퍼카스(영어: Shelby SuperCars Inc.)로 설립했다. 2004년에 프로토타입 차량인 SSC 얼티밋 에어로 XT가 제작되었다. 2006년에 SSC 얼티밋 에어로 XT는 코스 기록에서 페라리에서 제작된 엔초 페라리가 경신한 기록을 깼으며, 2007년 9월에 기네스 세계 기록에서 최고 속도 412km/h를 경신했으며 2010년 6월에 부가티 베이론 슈퍼스포츠가 최고 속도를 재경신 할 때까지 기네스북에 올랐다.
2008년에 두바이 국제 모터쇼에서 모델이 공개되었고, 같은 해에 전기자동차 모델이 발표에 이어 2009년 2월까지 최초의 프로토타입 모델이 출시될 예정이라고 발표되었다. 2010년에 부가티와 경쟁을 위해 SSC 얼티밋 에어로 XT 후속 모델 계획이 발표되었고, 2011년에 SSC 투아타라 모델이 발표되었고 기존 모델과 달리 V8형 엔진이 탑재되었고 최대 출력의 경우 1700마력이다. 2012년에 캐롤 셸비 인터내셔널과 사명이 혼동되는 문제로 현재의 사명으로 변경되었고 같은 해 8월에 SSC 얼티밋 에어로 XT 스페셜 에디션 모델이 발표되었다.
2013년에 두바이 국제 모터쇼에서 SSC 투아타라 프로토타입 모델이 발표되었고, 2015년에 SSC 얼티밋 에어로 XT 모델 생산이 종료되었다. 2018년에 SSC 투아타라 양산형 모델이 발표되었고, 2019년부터 워싱턴주 리치랜드에서 생산 및 조립이 시작했다.

## 모델

### SSC 투아타라

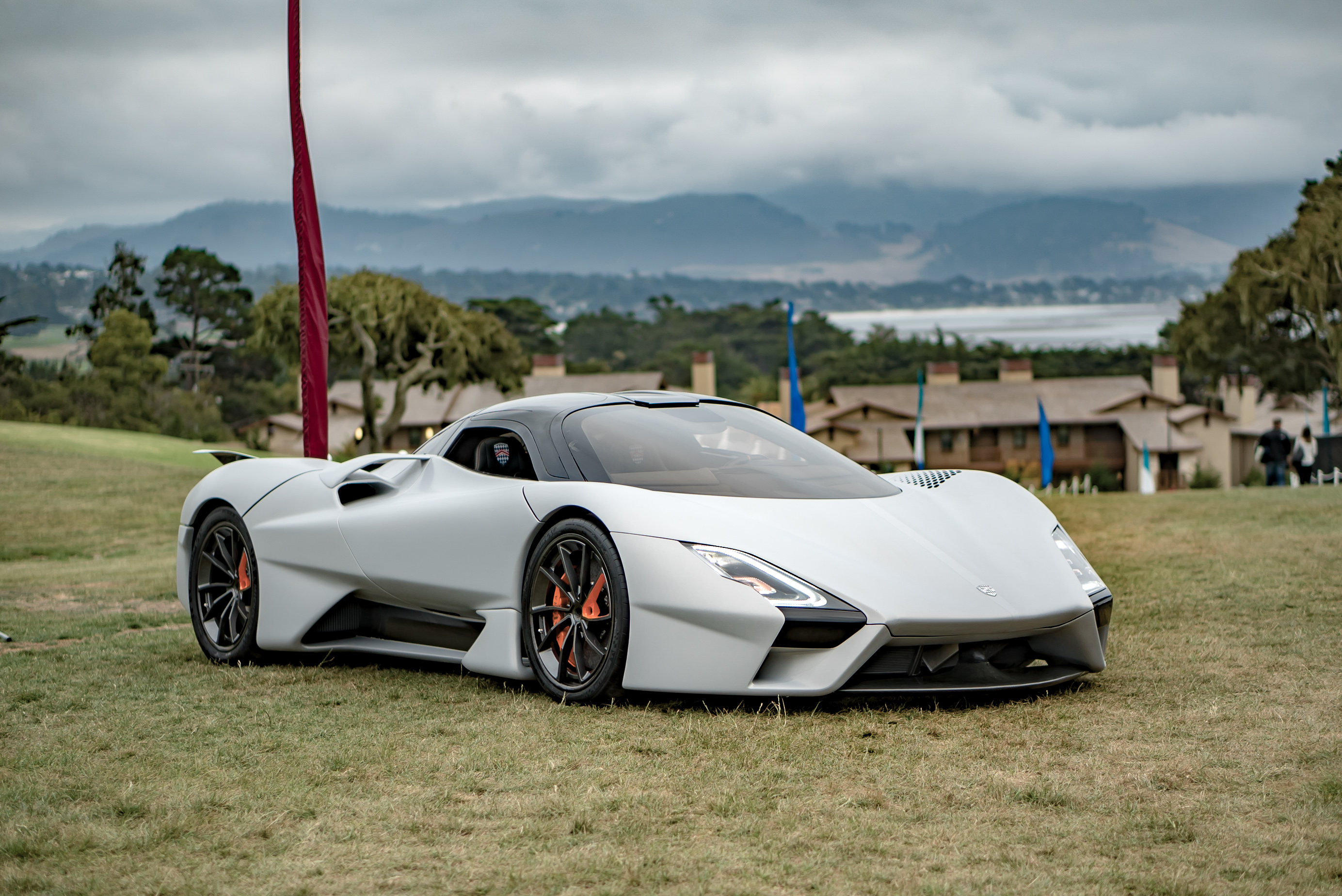
SSC 투아타라

SSC 얼티밋 에어로 XT 후속 차량으로 2011년 컨셉트형 차량 모델이 공개되었고, 2018년에 양산형 모델이 최초로 발표되었다. 2020년 2월에 필라델피아 모터쇼에서 최초로 공개되었다. 향후 최고 속도 483km/h를 경신을 목표를 두고 있으며 엔진의 경우 V8형 엔진이 탑재되었고 7단 수동 및 자동 변속기 선택이 가능하다.

### SSC 얼티밋 에어로

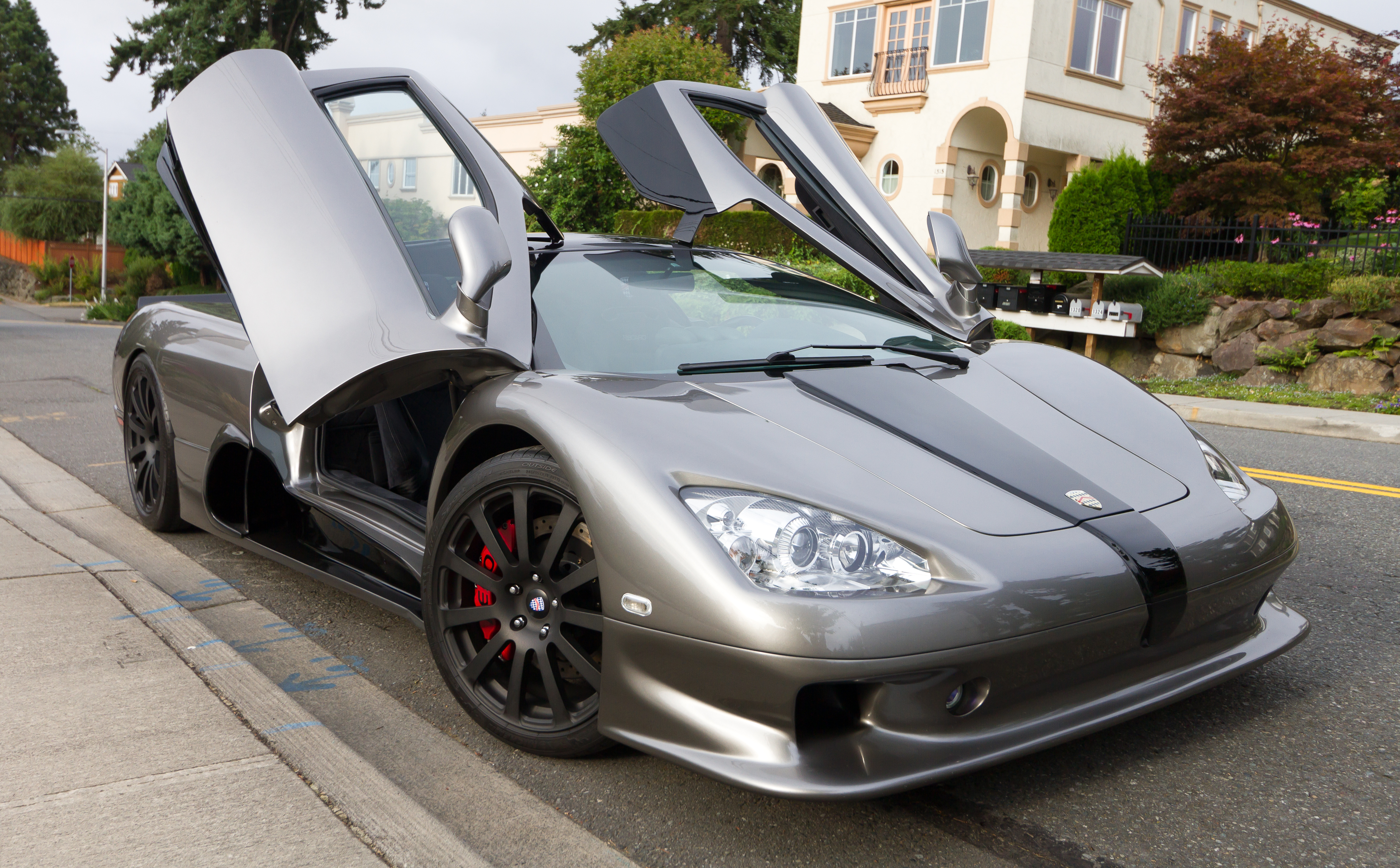
SSC 얼티밋 에어로

2004년에 출시된 프로토타입 모델로 엔진은 쉐보레 콜벳 C5R 모델에 탑재된 V8형 엔진이 탑재되었다. 당초 782마력으로 설계되었다가 최고 속도 향상을 위해 908마력을 향상시켰다.

### SSC 얼티밋 에어로 XT
2013년에 출시된 모델로 SSC 얼티밋 에어로 차량의 한정 모델이다. 이 차량은 개선형 차량으로 SSC 투아타라 모델의 기능을 추가한 것이 특징이다. 엔진은 V8형 엔진이 탑재되었고, 기존 SSC 얼티밋 에어로 모델과 달리 7단 패들 쉬프트 변속기가 적용되었고, 연료 및 제동 시스템과 냉각 기능이 개선되었다.